# Prosna Kalisz
 KS Prosna Kalisz – wielosekcyjny klub sportowy założony 23 kwietnia 1922 roku, z siedzibą w Kaliszu.

## Sekcja piłki nożnej

### Kalendarium
- 23 kwietnia 1922 roku, głównie z inicjatywy Witolda Jarnutowskiego, zasłużonego kaliszanina, powstał KS Prosna. Już na pierwszym zebraniu w dniu 1 maja 1922 przyjęto oficjalną nazwę Towarzystwo Sportowe Prosna Kalisz i ustalono barwy klubowe biało-czerwone (amarantowe). Jeszcze w tym samym  roku, klub rozpoczął rozgrywki kl. C Łódzkiego OZPN w grupie sieradzko-kaliskiej.
- W 1924 roku Prosna wywalczyła awans do kl. B i grała w niej przez trzy sezony do 1926 roku.
- W 1926 roku drużynę Prosny dokooptowano do kl. A, w której grała przez kolejne dwa sezony.
- Koniec lat 20. XX w. – fuzja z 1930 z Wojskowym KS Kalisz. Mimo połączenia obu klubów, Prośnie nie udaje się uzyskać awansu i do 1939 roku gra w kl. B.
- Już w kwietniu 1945 roku, Prosna wznowiła działalność i przystąpiła do eliminacji zorganizowanych przez PozOZPN, celem przydzielenia drużyn do poszczególnych klas rozgrywkowych, zakwalifikowała się wówczas do 12 zespołowej kl. A w sezonie 1946. Była to w tym okresie najwyższa klasa rozgrywek, której mistrz Warta Poznań kwalifikowała się do rozgrywek o Mistrzostwo Polski.
- Sezon 1947 Prosna zakończyła na 9, przedostatnim miejscu, ale ze względu na utworzenie 2 grupy kl. A nie została zdegradowana do niższej klasy.
- W 1948 roku, nastąpiła fuzja Prosny z KS Społem Kalisz i zmiana nazwy na KS Spójnia Kalisz. Drużyna zakończyła rozgrywki w kl. A w gr. II na 5 miejscu.
- W 1949 roku, w okresie tzw. reformy "stalinowskiej", gdzie zamiast klubów tworzyły się zrzeszenia sportowe, Prosnę wcielono do Zrzeszenia Sportowego Stal, jako Koło Sportowe Stal przy WKS Kalisz. Możny sponsor i coraz lepsza gra sprawiła, że Prosna wygrała w 1954 roku, rozgrywki w kl. A, w finale pokonała Spartę Luboń 2:0 i zremisowała z nim 1:1, awansując do III ligi.
- W 1955 roku, zadebiutowała w III lidze (wówczas liga międzywojewódzka) i zakończyła rozgrywki na 2 miejscu, za Wartą Poznań, osiągając w ten sposób najwyższy sukces w historii klubu.
- W 1956 roku, ze względu na likwidację ligi międzywojewódzkiej, Prosna rozegrała mecze w nowo powstałej Lidze Okręgowej (nadal III stopień rozgrywek), którą zakończyła na 4 miejscu. Mistrzostwo Okręgu zdobył inny kaliski klub Calisia i awansował do II ligi.
- W latach 1957–1960/1961 Prosna grała nadal w czołówce silnej ligi okręgowej, zdobywając kolejno: 1957 – 4 miejsce, 1958 – 4 miejsce, 1959 – 2 miejsce, 1960 – 9 miejsce.
- Sezon 1960–1961 Prosna nadal występuje w Lidze Okręgowej (III szczebel).
- Fatalny był sezon 1961/1962, który Prosna zakończyła na 12 miejscu i za "machlojki" działaczy została zdegradowana do kl. A (wówszas jeszcze IV stopień rozgrywek)[1].
- W sezonie 1964/1965 Prosna awansowała z kl. A do Ligi Okręgowej (III stopień rozgrywek).
- Sezon 1965/1966 Prosna zakończyła na 11 miejscu, które powinło spowodować spadek do kl. A, jednak w związku z utworzeniem w nowym sezonie III ligi (ligi międzywojewódzkiej), Prosna rozegrała zwycięskie baraże z Obrą Kościan i Spartą Szamotuły i utrzymała się w lidze na przyszły sezon.
- Sezon 1966/1967 w Lidze Okręgowej (IV stopień rozgrywek) drużyna zakończyła na 10 miejscu, zdobywając w 24 meczach, 19 punktów, przy stosunku bramkowym 25:45.
- W sezonach 1967/1968–1972/1973 Prosna występowała w Lidze Okręgowej (na poziomie IV szczebla rozgrywek). Jednak likwidacja Ligi Międzywojewódzkiej po zakończeniu sezonu 1972/73, przywróciła Prośnie III ligowy byt.
- Sezony 1973/1974 i 1975/1976 Prosna rozegrała w Lidze Okręgowej (III), zajmując kolejno 16, 11 i 9 miejsce.
- W 1976 r. wskutek nowego podziału administracyjnego kraju, zreformowano też rozgrywki ligowe. Z Poznańskiego OZPN powstało 5 nowych okręgów piłkarskich, w tym Kaliski OZPN. Prosna nadal rozgrywała swoje mecze w Lidze Okręgowej, jednak z powodu nowego utworzenia Ligi Międzywojewódzkiej, był to już IV szczebel rozgrywek.
- W sezonach 1976/1977–1978/1979 Prosna rozgrywała mecze nadal na szczeblu Ligi Okręgowej, zajmując w 1978 nawet 1 miejsce, ale po przegranym meczu barażowym z Zagłębiem Konin nie awansowała do Ligi Międzywojewódzkiej. Rozbicie Poznańskiego OZPN, na pięć nowych okręgów powodowało ich słabość pozbawiając grające w nich drużyny konfrontacji z najsilniejszymi, a do takich należały przede wszystkim kluby z Poznania. W związku z taką sytuacją doszło w 1979 r., do porozumienia między okręgami i powstała Liga Międzyokręgowa Kalisz-Sieradz.
- Sezony 1979/1980–1982/1983 Prosna rozgrywała w Lidze Międzyokręgowej i wywalczyła w ostatnim z nich upragniony awans do III ligi.
- W sezonie 1983/1984 zakończyła rozgrywki w III lidze na 11 miejscu, zdobywając w 30 meczach, 29 punktów przy stosunku bramkowym 37:42 i utrzymała się na przyszły sezon.
- Sezon 1984/1985 dla Prosny nie był udany. Rozgrywki zakończyła na 14 pozycji, zdobywając w 30 meczach 23 punkty, przy stosunku bramkowym 22:48 i została zdegradowana.
- Sezony 1985/1986–2001/2002 to balansowanie drużyny między Ligą Okręgową, Międzyokręgową lub Makroregionalną.
- W sezonie 2002/2003 Prosna występowała w IV lidze (Wielkopolska południowa) i w połowie sezonu połączyła się z innym kaliskim klubem KKS (daw. Włókniarz). Nowa 'efemeryda" o nazwie KKS Prosna Kalisz zakończyła sezon na 10 miejscu, zdobywając w 34 meczach 44 punkty, przy stosunku bramkowym 54:56.
- Sezon 2003/2004 KKS Prosna Kalisz zakończyła na 13 miejscu, zdobywając w 30 meczach 37 punktów przy stosunku bramkowym 53:56. Fuzja obu klubów nie zdała jednak egzaminu i nastąpił rozłam.
- Sezon 2004/2005 na nowo "reaktywowana" Prosna rozpoczęła od gry na najniższym szczeblu rozgrywek w kl. B. Zdobyła 1 miejsce i awansowała do kl. A.
- W sezonie 2005/2006 Prosna grała w kl. A i ponownie nie miała sobie równych, zdobywając 1 miejsce i awansując do Ligi Okręgowej.
- Sezony 2006/2007–2009/2010 klub rozgrywa mecze w Lidze Okręgowej (VI szczebel rozgrywek), zajmując kolejno 5, 3, 12, 15 pozycję i w ostatnim z sezonów doznaje degradacji do kl. A.
- Sezony 2010/2011–2013/2014 Prosna rozgrywała na szczeblu kl. A (VII szczeblu) zajmując kolejno pozycje 8, 10, 3 i 2.

## Sukcesy
- 6. miejsce w łódzkiej klasie A (II poziom): 1927
- Puchar Polski:
  - I runda Pucharu Polski: 1991/1992
- Puchar Polski na szczeblu kaliskiego OZPN
  - 1990/1991[2]

## Inne sekcje
- sekcja lekkoatletyczna powstała w 1922
- sekcja bokserska powstała w 1949 (trzykrotny, drużynowy, brązowy medalista mistrzostw Polski w latach 1957–1959)
- sekcja motorowa
- sekcja szachowa
- sekcja tenisa stołowego
- sekcja tenisa ziemnego